# Antonio Aramburo
Antonio Aramburo (Erla, Saragossa, Aragó, 17 de gener de 1840 - Montevideo, Uruguai, 16 de setembre de 1912) fou un cantant d'òpera aragonès.
Malgrat que la seva família tenia suficients mitjans per enviar-lo estudiar enginyeria, Antonio decidí el 1867, interrompre els estudis per a dedicar-se al cant. Estudià en Madrid amb el mestre Antonio Cordero.
Debutà a Milà el 1871 en el Teatro Carcano, i va recórrer amb molts aplaudiments els primers teatres d'Europa i Amèrica. La veu d'Aramburo, pel timbre, igual i varonil, fou potser la més perfecta que s'escoltà en les escenes líriques durant el segle xix.
Ja en els seus últims anys, i després d'haver-se retirat de l'escena, n'hi havia prou que en qualsevulla dels grans teatres d'Amèrica del Sud s'anunciés que Aramburo cantaria una romança, perquè s'omplis la sala de gom a gom.
Les seves òperes predilectes eren: La favorita, Poliuto, Ernani i Il trovatore.
El 17 de gener del 2003, es col·locà un bust en el seu honor en la seva vila nadiua, obra de l'escultor Miguel Cabré.